# Freeman Spur, Illinois
Freeman Spur là một làng thuộc quận Williamson, tiểu bang Illinois, Hoa Kỳ. Năm 2010, dân số của làng này là 287 người.

## Dân số
Dân số qua các năm:
- Năm 2000: 273 người.
- Năm 2010: 287 người.